# Sedecula pulvinata
Sedecula pulvinata är en svampart som beskrevs av Zeller 1941. Sedecula pulvinata ingår i släktet Sedecula, ordningen Agaricales, klassen Agaricomycetes, divisionen basidiesvampar och riket svampar.   Inga underarter finns listade i Catalogue of Life.

## Källor

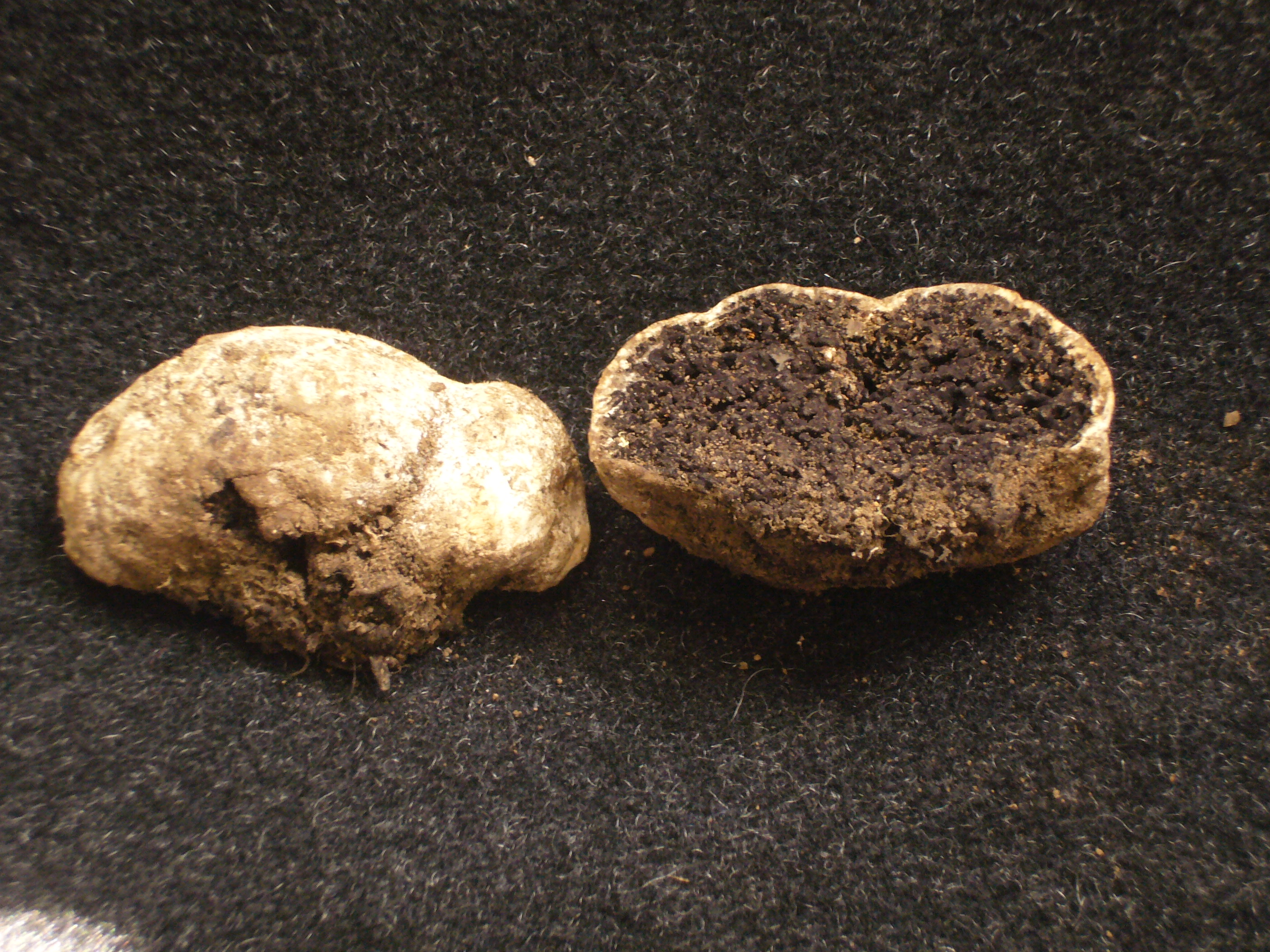